# SSPH Primus
SSPH Primus (Singapore Self-Propelled Howitzer) je samohodna haubica singapurske vojske napravljen na osnovi američkog M109 Paladin. Razvoj je započet 1996., a prvi prototip je dovršen 2000. godine.
Težina SSPH Primusa je manja od 30 tona, što je znatno manje od sličnih topničkih sustava, kao naprimjer M109 Paladin ili AS90 Braveheart.
Primus je naoružan sa 155 mm/L39 haubicom postavljenu u kupolu. Haubica je opremljena s poluautomatskim punjačkim sustavom, a zbog toga se posada sastoji od 4 člana. Primus je kompatibilan sa svom standardnom NATO municijom za 155 mm haubicu. Visokoeksplozivni projektil (HE) ima domet oko 19 km, a projektil za povećanim dometom 30 km. Maksimalna brzina paljbe je 6 granata u minuti. Da bi se vozilo pripremilo za paljbu potrebno je manje od minute, a da bi se nastavilo kretati nakon paljbe 40 sekundi. Primius je opremljen s modernim sustavom za upravljanje paljbom (SUP), koji uključuje navigacijski sustav.
Oklop vozila pruža zaštitu od zrna 7,62 mm strojnice i krhotine topničkih granata. Vozilo pokreće Detroit Diesel 6V92TA dizelski motor koji razvija 550 KS. Tijelo Primusa dijeli mnoge komponente s Bionix borbenim vozilom pješaštva. Može se transportirati zrakom s budućim Airbus A400M transportnim avionom.